# Alice Greyer-Wieninger

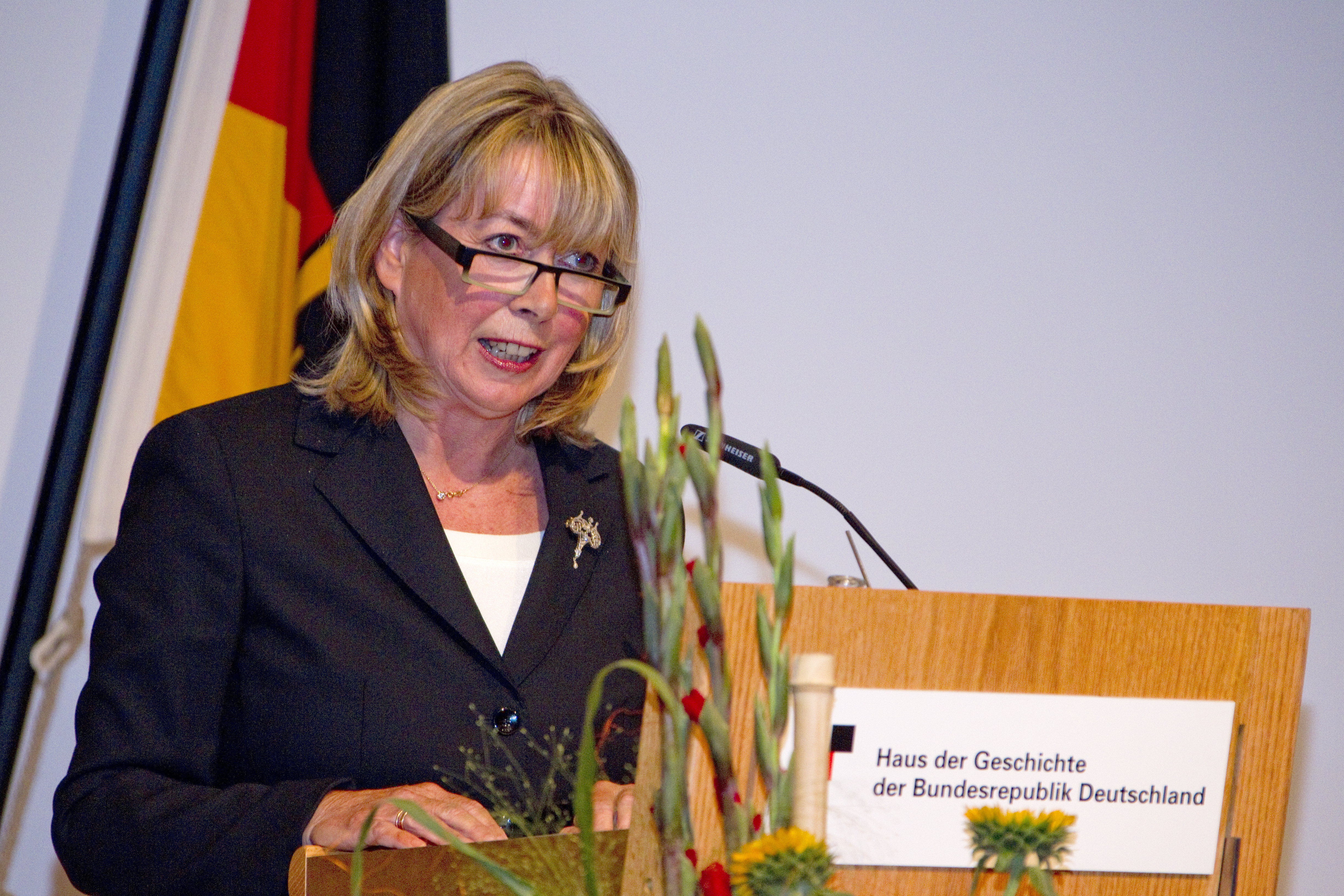
Alice Greyer-Wieninger beim Festakt zur Indienststellung des BAIUDBw 2012

Alice Greyer-Wieninger (* 26. September 1953 in Leverkusen) ist eine deutsche Beamtin im Ruhestand und Juristin. Zuletzt war sie als politische Beamtin und Ministerialdirektorin Abteilungsleiterin Infrastruktur, Umweltschutz und Dienstleistungen (IUD) im Bundesministerium der Verteidigung (BMVg).

## Ausbildung und Studium
In den Jahren 1970 und 1971 besuchte Alice Greyer-Wieninger die High School in Piedmont in Kalifornien, erwarb das High School Diploma und war Gasthörerin in Soziologie an der University of California in Berkeley. Das Abitur absolvierte sie im Jahr 1972 am neusprachlichen Gymnasium Marienschule Opladen in Leverkusen. Von 1972 bis 1979 studierte Greyer-Wieninger Rechtswissenschaften an der Universität zu Köln. Nach der ersten Prüfung begann ihr Rechtsreferendariat beim Oberlandesgericht Köln. Eine Auslandsstation machte sie bei der Deutsch-Indischen Handelskammer in Mumbai. Ihre Zweite Staatsprüfung legte sie 1982 ab.

## Beruf

### Wehrbereichsverwaltung III
Nach der Zweiten Staatsprüfung trat Greyer-Wieninger 1982 bei der Wehrbereichsverwaltung III (WBV III) in Düsseldorf in die Bundeswehrverwaltung ein. Dort blieb sie bis 1997. Zunächst war sie bis 1985 Dezernentin in der Rechts- und Wirtschaftsabteilung und bis 1992 Pressesprecherin und Dezernatsleiterin für Presse- und Öffentlichkeitsarbeit. In den Jahren 1992 und 1993 war Greyer-Wieninger Dezernatsleiterin für zivile Infrastruktur von militärischem Interesse, Bundesfinanzhilfen, Manöver- und Übungsangelegenheiten sowie Luftverkehrsrecht und bis 1997 Dezernatsleiterin/Dezernentin für Personalangelegenheiten der Beamten.

### Heeresamt und WBV II
1997 wechselte Greyer-Wieninger in die Abteilung Verwaltung des damaligen Heeresamtes in Köln. Damit ist sie die erste Frau, die eine Abteilung in einer Kommandobehörde der Bundeswehr geleitet hat. 2000 wurde sie Leiterin der Rechts-, Gebührnis- und Wirtschaftsabteilung der Wehrbereichsverwaltung II in Hannover.

### Erste Verwendungen im BMVg
2001 hatte Greyer-Wieninger ihre erste Verwendung im Bundesministerium der Verteidigung in Bonn als Leiterin des Referates Einzelpersonalbearbeitung Zivilpersonal höherer allgemeiner Verwaltungsdienst/höherer Wirtschaftsverwaltungsdienst. Es folgte die Tätigkeit als Leiterin des Referates Grundsatzangelegenheiten Personalplanung und -entwicklung Zivilpersonal, Personalwirtschaft und Personalhaushalt Zivilpersonal im Ministerium. 2002 wurde sie Unterabteilungsleiterin R 1 in der Rechtsabteilung.

### Abteilungsleiterin im BMVg
In ihrer letzten Verwendung, die sie seit Januar 2005 über 13 Jahre ausübte, war Greyer-Wieniger Abteilungsleiterin Wehrverwaltung, Infrastruktur und Umweltschutz. Zu ihrem Verantwortungsbereich gehörten 200 Mitarbeiter in der Abteilung sowie 138 Dienststellen und 55.000 Beamte und Arbeitnehmer im öffentlichen Dienst im nachgeordneten Bereich. In dieser Funktion empfing sie am 6. September 2006 gemeinsam mit Direktor Helmuth Heumann den Bundespräsidenten Horst Köhler an der Bundesakademie für Wehrverwaltung und Wehrtechnik in Mannheim. Am 1. April 2012 wurde die Abteilung in „Infrastruktur, Umweltschutz und Dienstleistungen“ (IUD) umbenannt und umgegliedert. Am 30. September 2018 übernahm Barbara Wießalla, vorher Referatsleiterin in der Abteilung Personal im BMVg, die Abteilungsleitung von Greyer-Wieninger, die in den Ruhestand trat. Zuvor, am 23. Mai 2018, fand eine feierliche Serenade und ein Empfang zu ihren Ehren und ihrer Verabschiedung statt.

## Familie
Alice Greyer-Wieninger ist seit 1982 verheiratet und hat eine erwachsene Tochter.